# كأس ألمانيا 1986–87
كأس ألمانيا 1986–87 (بالألمانية: DFB-Pokal 1986/87)‏ هو الموسم 44 من كأس ألمانيا. أشرف على تنظيمه اتحاد ألمانيا لكرة القدم، وكان عدد الأندية المشاركة فيه 64، وفاز فيه نادي هامبورغ.